# 沙克蒂坎塔·達斯
沙克蒂坎塔·達斯（1957年2月26日—），生於印度布巴內什瓦爾，於2018年接任第25任印度儲備銀行總裁。過去曾出任印度財政部等經濟、金融事務相關公職和相關領域的對外代表，在前任行長烏爾吉特·帕特爾辭職後，2018年12月11日接任總裁。